# تامازغا
تامازغا أو بلاد البربر (بالأمازيغية: ⵜⴰⵎⴰⵣⵖⴰ) هو لفظ ويتم تداوله من طرف ناشطي الحركة الأمازيغية في المغرب و الجزائر  في إطار خطاب يتعلق بالمسألة الأمازيغية وتعني عندهم وحدة ترابية تمثل أرض الأمازيغ في شمال أفريقيا والمنطقة المغاربية أو كما تمتد من واحة سيوة في مصر شرقاً حتى جزر الكناري غرباً ومن سواحل البحر الأبيض المتوسط شمالاً حتى نهر السينغال جنوباً. وبالتالي فهذه الرقعة الجغرافية تضم بشكل كامل 6 دول هي: ليبيا وتونس والجزائر والمملكة المغربية وموريتانيا وبشكل جزئي جزر الكناري ومصر (واحة سيوة) ومالي والنيجر.

## الاشتقاق اللغوي
تقوم اللغة الأمازيغية على الجذور وأوزان الاشتقاق ورغم أن الجذر الأمازيغي (م - ز - غ) جزر أصلي في الأمازيغية فإن مصطلح «تامازغا» هو مصطلح مولد ومبني (غير معرب) مشتّق من صغة المؤنّثة من جذر «يام، ياز، ياغ» على شاكلة غالبية الكلمات الأمازيغية التي تشير إلى الآماكن أو النعوت، مثل مدينة تامارزطت التي تعرّب إلى تمغزة، أو تادويرات التي تعرّب إلى الدويرات، وهي توافق اسم اللغة الأمازيغية كما يشير إليها سكانها بلفظة تامازيغت.
قامت الأكاديمية البربرية بباريس بإحداث مصطلح «تامازغا» ويرجع البعض استحداث الكلمة لـمولود المعمري (1917–1989) أو لـكاتب ياسين (1929–1989)

## أسماء أخرى متداولة للمنطقة
عندما دخل العرب المسلمون الفاتحون للمنطقة أسموها «بلاد البربر» نسبة إلى تسمية الرومان لسكانها الأصليين، ثم سميت لاحقا بـ«بلاد المغرب» بعد أن ساكنهم العرب واختلطت دماؤهم وسمي أهلها بالمغاربة وسميت عند الغرب المسيحي بـ«برباريا».
أما الأسماء الحالية المتداولة فهي المغرب الكبير وشمال أفريقيا (يضم غالبا مصر وأحيانا السودان)،